# Premier groupe d'armées des États-Unis
Le premier groupe d'armées des États-Unis (First United States Army Group souvent abrégé en FUSAG) est un groupe d'armées fictif de la Seconde Guerre mondiale créé dans le cadre de                 l'Opération Fortitude ( plus précisément l'Opération Quicksilver)  afin de cacher aux allemands le lieu du futur débarquement allié sur le front de l’Ouest.

## Historique

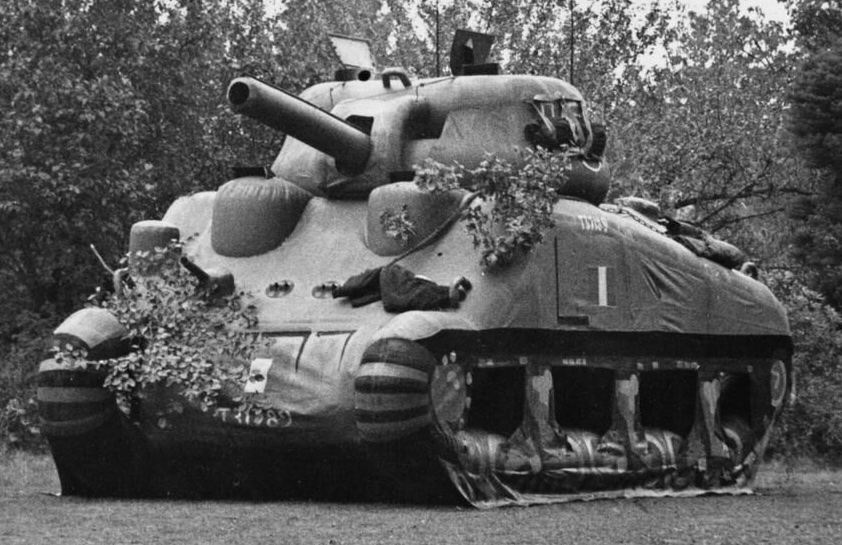
Un leurre simulant un char Sherman.

Le général George Patton, que le haut-commandement allemand tient en haute estime, en est désigné commandant.
Pour faire croire à un futur débarquement dans le Pas-de-Calais (et que le débarquement de Normandie n'est qu'une diversion), le groupe d'armées est stationné dans le Kent. Des chars et canons factices sont mis en place dans la région et un important trafic radio simule la présence d'une grande unité. Le souci du détail est poussé jusqu'à la fabrication d'insignes pour les régiments prétendument affectés au groupe d'armées.

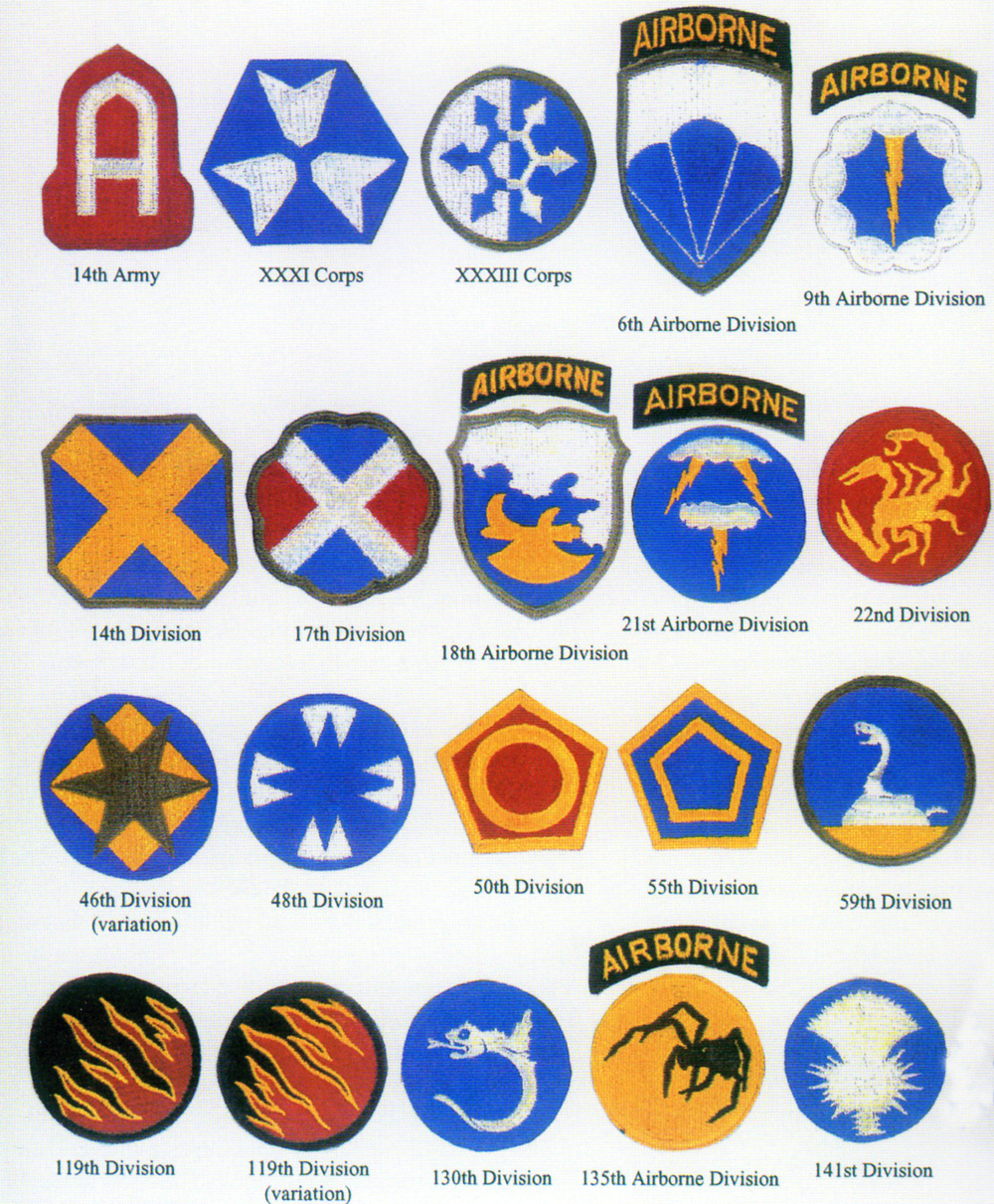
Insignes d'unités fictives du premier groupe d'armées.

D'importantes réserves allemandes sont restés stationnés dans le Pas-de-Calais plusieurs semaines après le Jour J dans l'attente du débarquement du premier groupe d'armées.